# Макгрегор, Рониша
Рониша Макгрегор (англ. Roneisha McGregor; род. 9 октября 1997) — ямайская легкоатлетка, спринтерка, призер чемпионата мира по легкой атлетике и Панамериканских игр в эстафетных дисциплинах.

## Биография
На чемпионате мира-2019 спортсменка завоевала две награды в женской («бронза») и смешанной («серебро») эстафетах 4×400 метров.